# 1121

## Догађаји
- Цар Јован II Комнин ослобађа југозападну Анадолију (данашњу Турску) од Селџучких Турака, а затим креће на Балкан, где Печенези настављају своје упаде. Пребацује византијске трупе на дунавску границу код Паристриона.
- Грађански рат у Зети (1120/1121), Ђорђе Бодиновић је постао нови владар Зете.
- Селџучке снаге под Тогтекином изводе опсежне упаде у Галилеју. Краљ Балдуин II од Јерусалима, у знак одмазде, прелази реку Јордан са крсташком војском и пустоши село. Заузима и уништава тврђаву коју је Тогтекин саградио у Џерашу.
- 24. јануар – Аделиза од Левена, 17 година, удаје се за краља Хенрија I од Енглеске два месеца након случајне смрти наследника енглеског престола, Хенријевог јединог легитимног сина, Вилијама Аделина.
- 2. март – Петронила од Лорене постаје регенткиња Холандије након смрти свог мужа, Флориса II („Дебели“). Наслеђује га шестогодишњи син Дирк VI (Теодорик).
- Велика побуна се дешава у Кордоби (данашња Шпанија) против владајуће династије Алморавида.
- Лето – Султан Махмуд II Селџучког царства објављује џихад Краљевини Грузији. Шаље експедицију под командом Илгазија, Артукидског владара Мардина, да нападне земљу.
- Давид IV (1073–1125) брани своје Краљевство Грузију 1121. године12. август – Битка код Дидгорија: Краљ Давид IV („Градитељ“) Грузије са грузијском војском од 55.600 људи побеђује 300.000 селџучких коалиционих снага код планине Дидгори.
- Цар Хуизонг из Сонга шаље експедицију да угуши побуну код Ханџоуа (данашњи Џеђанг) у Кини. Побуњеници су поражени, а њихов вођа Фанг Ла је заробљен и погубљен.
- Пролеће – Петер Абелар, француски теолог и филозоф, осуђен је и оптужен за јерес савелијанство на сабору у Соасону. Абелар пише дело „Sic et Non“.
- 22. април – Антипапа Гргур VIII (кога подржава цар Хајнрих V) хапсе папске трупе у Сутрију. Одведен је у Рим и затворен у Септизонијуму.

## Смрти
- Ал-Афдал Шаханшах

- Masud Sad Salman